# Nocticola termitophila
Nocticola termitophila är en kackerlacksart som beskrevs av Filippo Silvestri 1946. Nocticola termitophila ingår i släktet Nocticola och familjen Nocticolidae.
Artens utbredningsområde är Vietnam. Inga underarter finns listade i Catalogue of Life.